# 金文京
金 文京（きん ぶんきょう、朝鮮語: 김문경、男性、1952年3月9日 - ）は、中国文学者。韓国国籍。京都大学名誉教授。

## 経歴
1952年、東京都生まれ。父は韓国全羅道海南郡出身。慶應義塾大学文学部を卒業後、京都大学大学院中国語学文学専攻に進学し、博士課程を単位取得満期退学。
慶應義塾大学助教授を務めた後、1994年より京都大学人文科学研究所助教授。1999年に教授昇進。2005年から2009年まで所長も務めた。2014年に京都大学を定年退職し、名誉教授となった。その後は2015年より鶴見大学教授。2022年9月16日、博士学位請求論文『東亞典籍文化交流論考』により、関西大学 博士(文化交渉学)。
学界では、2018年から2020年まで日本中国学会理事長を務めた。

## 受賞・栄典
- 2010年：『漢文と東アジア』で角川財団学芸賞受賞。

## 研究内容・業績
専攻は中国文学。とくに小説と戯曲、および講唱文学を統一的な視点からとらえ、その相互のつながりを社会的背景に即して解明する研究を行っている。
水戸黄門と包拯・春香伝・暗行御史の比較研究（『水戸黄門「漫遊」考』）など、東アジアの比較文学も扱っている。

## 著作

### 著書
- 『中国小説選　鑑賞中国の古典 23』角川書店 1989[7]。
- 『教養のための中国語』大修館書店 1991
- 『三国志演義の世界』東方書店「東方選書」 1993、増補版2010
- 『水戸黄門「漫遊」考』金海南名義、新人物往来社 1999
  - 講談社学術文庫 2012
- 『三国志の世界 後漢三国時代　中国の歴史04』講談社 2005
  - 講談社学術文庫 2020
- 『漢文と東アジア 訓読の文化圏』岩波新書 2010　
  - 『漢文與東亞世界』（中国語版、自訳）、衛城、2022
- 『能と京劇 日中比較演劇論』国際高等研究所 2011
- 『李白　漂泊の詩人　その夢と現実』岩波書店〈書物誕生〉 2012

### 翻訳
- 『老乞大 朝鮮中世の中国語会話読本』鄭光解説、玄幸子・佐藤晴彦共訳注、平凡社〈東洋文庫〉、2002
- 金庸『射雕英雄伝』全5巻、徳間書店、1999年[8]／徳間文庫、2005年

## 参考
- 中国の歴史〈04〉三国志の世界―後漢三国時代 - 紀伊國屋書店BookWeb